# Unculabes causeyae
Unculabes causeyae är en mångfotingart som beskrevs av Shear 1974. Unculabes causeyae ingår i släktet Unculabes och familjen Rhachodesmidae. Inga underarter finns listade i Catalogue of Life.